# Nyír (növénynemzetség)
A nyír vagy nyírfa (Betula) a nyírfafélék (Betulaceae) családjának névadó nemzetsége. Lombhullató fák és cserjék tartoznak ide. Természetes elterjedésük az északi mérsékelt és hideg övben van.

## Rendszerezés

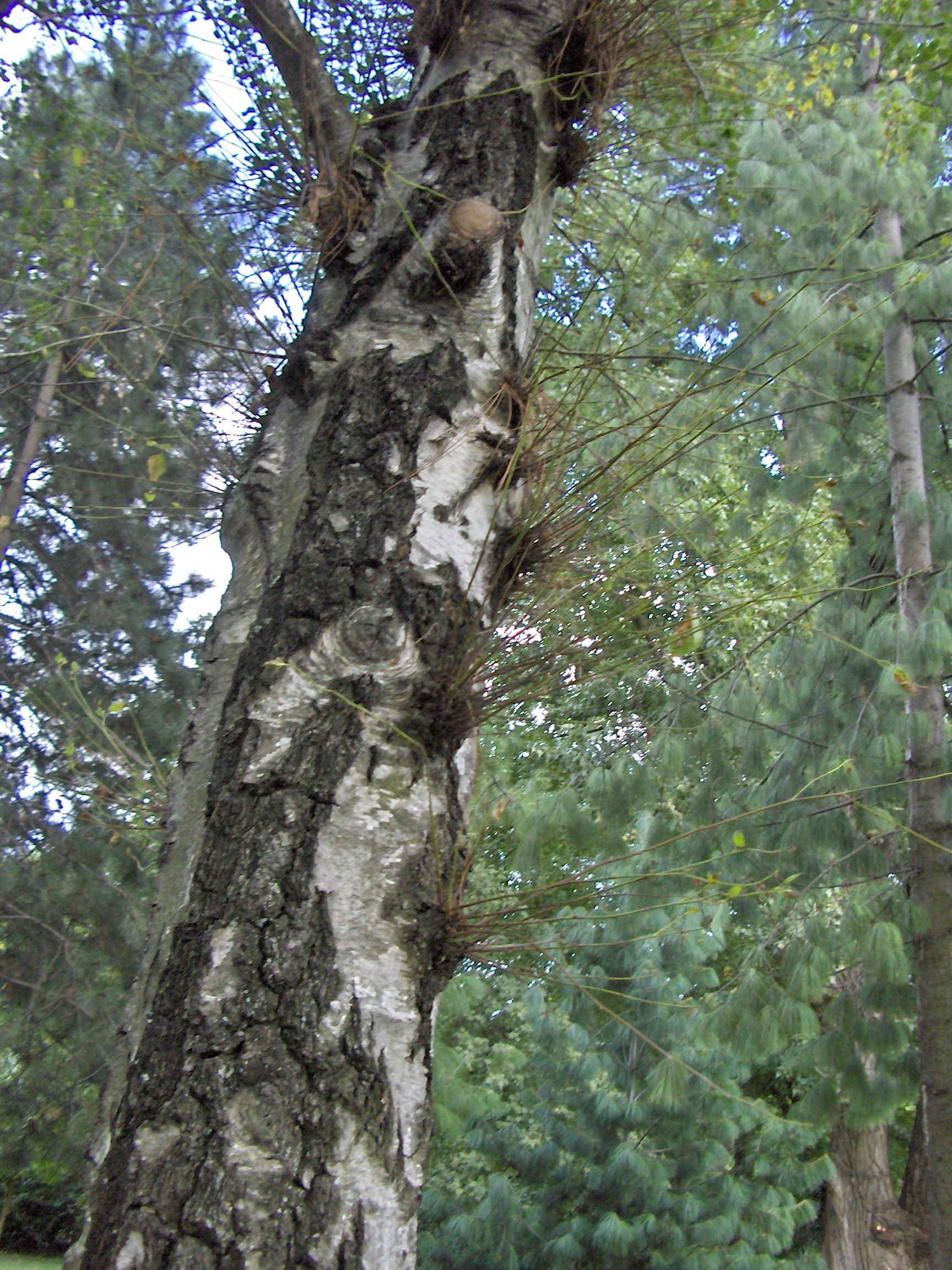
Nyírfa vízhajtásokkal

A Betula nemzetség fajainak számát nem övezi konszenzus, a szerzők által elfogadott fajokban nagy eltérések mutatkoznak, a szórás a 30-nál kevesebbtől a 60-nál is többig terjed. Az alábbi (részleges) lista a forrásokban megadott művekből lett összeállítva. A nyírek igen könnyen alkotnak hibrideket, főként termesztésben, de ahol a körülmények (és a jelenlévő fajok) engedik, a természetben is. Bár az eltérő kromoszómaszámok (diploid, tetraploid stb.) csökkentik a keresztezés valószínűségét, nem képeznek áthatolhatatlan akadályt. Sok botanikus a különböző kromoszómaszámú növényeket automatikusan különböző fajba sorolja, ám ez nem általános (például egyes leírások szerint a B. cordifolia és a B. neoalaskana csupán a B. papyrifera változatai).

### SubgenusBetulenta– metil-szalicilátot tartalmazó nyírek
Az ide tartozó fák ágainak kérge metil-szalicilátban gazdag. A nőivarú barkák felállóak.
- Diploid (2n = 28)

- cukornyír (Betula lenta)

- Betula lenta subsp. uber.

- Hexaploid (6n = 84)

- sárga nyír (Betula alleghaniensis, syn. B. lutea).

- Decaploid (10n = 140)

- Betula austrosinensis
- Betula globispica
- Betula insignis
- azerbajdzsáni nyír (Betula medwediewii).

- Duodecaploid (12n = 168)

- Betula megrelica

- kromoszómaszáma jelenleg nem ismert

- Betula corylifolia
- szillevelű nyír (Betula grossa)
- Betula insignis

### SubgenusBetulaster– nagy levelű nyírek
Az ágak kérge némi metil-szalicilátot tartalmaz. A nőivarú barkák függőek.
- égerlevelű nyír (Betula alnoides)

- Betula alnoides subsp. luminifera

- pompás nyír (Betula maximowicziana)

### SubgenusNeurobetula– bordázott nyírek
Az ágak kérge nem tartalmaz metil-szalicilátot. A nőivarú barkák felállóak.
- Diploid (2n = 28).

- Betula calcicola
- Betula chichibuenis
- mandzsu nyír (Betula costata)
- fekete nyír (Betula nigra)
- rozsdásszőrű nyír (Betula potaninii)

- Tetraploid (4n = 56)

- japán nyír (kövi nyír, arany nyír; Betula ermanii) – 

- Hexaploid (6n = 84)

- dauriai nyír (Betula davurica)
- Betula delavayi
- kaukázusi nyír (Betula raddeana) 

- Oktoploid (8n = 112)

- kínai nyír (Betula chinensis)

- ismeretlen kromoszomaszámú fajok

- Betula fargesii
- Betula schmidtii

### SubgenusBetula– tipikus nyírek
Az ágak kérge nem tartalmaz metil-szalicilátot. A nőivarú barkák függőek.
- Diploid (2n = 28).

- Betula cordifolia 
- közönséges nyír (Betula pendula)
- Betula mandschurica

- Betula mandschurica var. japonica

- Betula neoalaskana (syn. B resinifera) 
- Betula occidentalis (syn. B. fontinalis) 
- nagylevelű nyír (Betula platyphylla) (syn. Betula pendula var. platyphylla)
- nyárlevelű nyír (Betula populifolia)
- Betula szechuanica (syn. B. pendula var. szechuanica)

- Tetraploid (4n = 56)

- Betula celtiberica
- molyhos nyír (szőrös nyír, fehér nyír, Betula pubescens)

- Betula pubescens subsp. tortuosa

- Pentaploid (5n = 70)

- Betula kenaica

- Hexaploid (6n = 84)

- papír nyír (Betula papyrifera) (esetenként tetraploid vagy pentaploid)

- himalájai nyír (Betula utilis)

### SubgenusChamaebetula– törpe nyírek
Kistermetű cserjék, apró, kerek levelekkel. A nőivarú barkák függőek.
- Diploid (2n = 28).

- Betula glandulosa (syn. B. nana subsp. glandulosa) 
- Betula nana 

- Tetraploid (4n = 56)

- Betula minor
- Betula pumila

- a kromoszómaszám ismeretlen

- Betula fruticosa
- Betula hallii
- Betula humilis
- Betula michauxii
- Betula microphylla
- Betula middendorffii

## Fajok élőhely szerint
Európa és Ázsia nyírfái
- sárgástörzsű nyír (Betula albosinensis)

- Betula albosinensis var. septentrionalis

- Betula alnoides
- Betula austrosinensis
- Betula chinensis
- japán nyír (Betula ermanii)
- szillevelű nyír (Betula grossa)
- Betula jacquemontii (Betula utilis subsp. jacquemontii)
- Betula mandschurica

- Betula mandschurica var. japonica

- pompás nyír (Betula maximowiczii)
- Betula medwediewii
- Betula nana
- közönséges nyír
- Betula platyphylla (Betula pendula var. platyphylla)
- molyhos nyír

- Betula pubescens subspecies tortuosa

- Betula szechuanica (Betula pendula var. szechuanica)
- himalájai nyír (Betula utilis)

Észak-Amerika nyírfái
- sárga nyír (Betula alleghaniensis)
- Betula cordifolia
- Betula glandulosa
- cukornyír (Betula lenta)

- Betula lenta subsp. uber

- Betula michauxii
- Betula nana
- Betula neoalaskana
- fekete nyír
- Betula occidentalis
- papírnyír (Betula papyrifera)
- nyárlevelű nyír (Betula populifolia)
- molyhos nyír

- Betula pubescens subsp. tortuosa

- Betula pumila

## Hiedelmek

### Magyar hiedelmek
A nyírfa és a megújhodó életerő kapcsolatát tükrözi számos magyar népszokásunk. Kalotaszegen régen nyírfavesszővel verték a tehenet, hogy sok tejet adjon; őseink úgy vélték, hogy a nyírfa füstje elűzi a villámot és az ördögöt is.

## Fordítás
- Ez a szócikk részben vagy egészben  a   Taxonomy of Betula című angol Wikipédia-szócikk ezen változatának fordításán alapul.  Az eredeti cikk szerkesztőit annak laptörténete sorolja fel. Ez a jelzés csupán a megfogalmazás eredetét és a szerzői jogokat jelzi, nem szolgál a cikkben szereplő információk forrásmegjelöléseként.
- Ez a szócikk részben vagy egészben  a   Beech című angol Wikipédia-szócikk ezen változatának fordításán alapul.  Az eredeti cikk szerkesztőit annak laptörténete sorolja fel. Ez a jelzés csupán a megfogalmazás eredetét és a szerzői jogokat jelzi, nem szolgál a cikkben szereplő információk forrásmegjelöléseként.

### A rendszerezés forrásai
- Bean, W. J. 1976, 1988. Trees & Shrubs hardy in the British Isles. Eighth edition, revised, vol. 1 (1976) & Supplement (1988); editor D. L. Clarke.
- Hunt, D. 1993. Betula. Proceedings of the IDS Betula Symposium 2 - 4 October 1992. International Dendrology Society.
- Li, J., Shoup, S. & Chen, Z. (2007). „Phylogenetic Relationships of Diploid Species of Betula (Betulaceae) Inferred from DNA Sequences of Nuclear Nitrate Reductase”. Systematic Botany 32 (2), 357–365. o. DOI:10.1600/036364407781179699.
- Rushforth, K. D. 1999. Trees of Britain & Europe. Collins. (Useful details on chromosome numbers of many European & Asian birches).
- Skvortsov, A. K. 2002. A new system of the genus Betula. Byulleten Moskovoskogo Obshchestva Ispytatelei Prirody Otdel Biologie 107: 73–76.
- Flora of North America online – Betula.